# Costa Rica az 1968. évi nyári olimpiai játékokon
Costa Rica a mexikói Mexikóvárosban megrendezett 1968. évi nyári olimpiai játékok egyik részt vevő nemzete volt. Az országot az olimpián 6 sportágban 18 sportoló képviselte, akik érmet nem szereztek.

## Atlétika
Férfi
| Versenyző    | Versenyszám | Előfutam | Előfutam | Előfutam | Döntő         | Döntő         |
| Versenyző    | Versenyszám | Idő      | Hely.    | Össz.    | Idő           | Helyezés      |
| ------------ | ----------- | -------- | -------- | -------- | ------------- | ------------- |
| Rafael Pérez | 5000 m      | 15:41,37 | 12.      | 32.      | kiesett       | kiesett       |
| Rafael Pérez | 10 000 m    |          |          |          | 32:14,6       | 31.           |
| Rafael Pérez | Maraton     |          |          |          | nem ért célba | nem ért célba |

Női
| Versenyző     | Versenyszám | Előfutam | Előfutam | Előfutam | Elődöntő | Elődöntő | Elődöntő | Döntő   | Döntő    |
| Versenyző     | Versenyszám | Idő      | Hely.    | Össz.    | Idő      | Hely.    | Össz.    | Idő     | Helyezés |
| ------------- | ----------- | -------- | -------- | -------- | -------- | -------- | -------- | ------- | -------- |
| Jean Robotham | 400 m       | 58,25    | 8.       | 29.      | kiesett  | kiesett  | kiesett  | kiesett | kiesett  |

| Versenyző     | Versenyszám | Selejtező | Selejtező | Döntő    | Döntő    |
| Versenyző     | Versenyszám | Eredmény  | Helyezés  | Eredmény | Helyezés |
| ------------- | ----------- | --------- | --------- | -------- | -------- |
| Jean Robotham | Távolugrás  | 475 cm    | 24.       | kiesett  | kiesett  |

| Versenyző     | Versenyszám | 80 m gát | 80 m gát | Súlylökés | Súlylökés | Magasugrás               | Magasugrás               | Távolugrás | Távolugrás | 200 m | 200 m | Végeredmény | Végeredmény |
| Versenyző     | Versenyszám | Idő      | Pont     | Eredmény  | Pont      | Eredmény                 | Pont                     | Eredmény   | Pont       | Idő   | Pont  | Pont        | Helyezés    |
| ------------- | ----------- | -------- | -------- | --------- | --------- | ------------------------ | ------------------------ | ---------- | ---------- | ----- | ----- | ----------- | ----------- |
| Jean Robotham | Ötpróba     | 13,49    | 712      | 8,73 m    | 615       | érvényes kísérlet nélkül | érvényes kísérlet nélkül | 474 cm     | 686        | 25,48 | 896   | 2909        | 32.         |

## Kerékpározás

### Országúti kerékpározás
| Versenyző                                                        | Versenyszám     | Idő              | Helyezés      |
| ---------------------------------------------------------------- | --------------- | ---------------- | ------------- |
| José Sánchez                                                     | Mezőnyverseny   | nem ért célba    | nem ért célba |
| Miguel Angel Sánchez                                             | Mezőnyverseny   | 5:20:59 (+39:34) | 63.           |
| Humberto Solano                                                  | Mezőnyverseny   | nem ért célba    | nem ért célba |
| José Manuel Soto                                                 | Mezőnyverseny   | nem ért célba    | nem ért célba |
| José Sánchez Miguel Angel Sánchez Adrián Solano José Manuel Soto | Csapat időfutam | 2:36:25 (+28:36) | 27.           |

## Ökölvívás
| Versenyző     | Versenyszám   | Selejtező         | 32-es főtábla             | Nyolcaddöntő      | Negyeddöntő       | Elődöntő          | Döntő             | Helyezés |
| Versenyző     | Versenyszám   | Ellenfél Eredmény | Ellenfél Eredmény         | Ellenfél Eredmény | Ellenfél Eredmény | Ellenfél Eredmény | Ellenfél Eredmény | Helyezés |
| ------------- | ------------- | ----------------- | ------------------------- | ----------------- | ----------------- | ----------------- | ----------------- | -------- |
| Isaac Marin   | Kisváltósúly  | erőnyerő          | Issaka Daboré (NIG) · 0-5 | kiesett           | kiesett           | kiesett           | kiesett           | 17.      |
| Walter Campos | Nagyváltósúly |                   | Stephen Thega (KEN) · 0-5 | kiesett           | kiesett           | kiesett           | kiesett           | 17.      |

## Sportlövészet
Nyílt
| Versenyző        | Versenyszám           | Pont | Helyezés |
| ---------------- | --------------------- | ---- | -------- |
| Antonio Mora     | Szabadpisztoly        | 499  | 67.      |
| Rodrigo Ruiz     | Szabadpisztoly        | 485  | 68.      |
| Hugo Chamberlain | Sportpuska, összetett | 1064 | 57.      |
| Hugo Chamberlain | Sportpuska, fekvő     | 583  | 66.      |
| Carlos Pacheco   | Sportpuska, fekvő     | 587  | 52.      |
| Carlos Pacheco   | Skeet                 | 176  | 42.      |
| Jorge André      | Skeet                 | 75   | 51.      |

## Súlyemelés
| Versenyző         | Versenyszám | Nyomás   | Nyomás   | Szakítás | Szakítás | Lökés    | Lökés    | Összesen | Helyezés |
| Versenyző         | Versenyszám | Eredmény | Helyezés | Eredmény | Helyezés | Eredmény | Helyezés | Összesen | Helyezés |
| ----------------- | ----------- | -------- | -------- | -------- | -------- | -------- | -------- | -------- | -------- |
| Luis Fonseca      | 75 kg       | 107,5    | 17.      | 97,5     | 18.      | 130,0    | 17.      | 335,0    | 17.      |
| Rodolfo Castillo  | 82,5 kg     | 112,5    | 21.      | 105,0    | 21.      | 140,0    | 21.      | 357,5    | 21.      |
| Fernando Esquivel | 90 kg       | 120,0    | 26.      | 105,0    | 24.      | 145,0    | 23.      | 370,0    | 23.      |

## Úszás
Férfi
| Versenyző    | Versenyszám | Előfutam | Előfutam | Előfutam | Elődöntő | Elődöntő | Elődöntő | Döntő   | Döntő    |
| Versenyző    | Versenyszám | Idő      | Hely.    | Össz.    | Idő      | Hely.    | Össz.    | Idő     | Helyezés |
| ------------ | ----------- | -------- | -------- | -------- | -------- | -------- | -------- | ------- | -------- |
| Luis Aguilar | 100 m gyors | 1:04,5   | 7.       | 64.      | kiesett  | kiesett  | kiesett  | kiesett | kiesett  |